# 小田原大造
小田原 大造（おだわら だいぞう、1892年11月10日 - 1971年4月8日）は、昭和期の日本の実業家。位階は正三位。
久保田鉄工所（現・クボタ）元社長。広島県御調郡向島東村（現・尾道市向東町）出身。

## 来歴・人物
1911年尾道商業学校（現・尾道商業高校）卒業後、病弱のため進学を諦め、父親同様教師を志し22歳の時、文部省検定試験に合格し3年半中学校教師を務める。しかし1916年、兵庫県尼崎市の関西鉄工に入社。翌1917年、同社が久保田鉄工所に買収されそのまま久保田鉄工所社員となる。義理人情に厚く研究熱心のため創業者・久保田権四郎に見込まれた。若くして労働争議の解決や工場の合理化・効率化に手腕を発揮。出世を続けて戦後の混乱期にも卓越した手腕を発揮し、1950年に周囲から推される形で社長に就任した。同年4月に日本ダクタイル鉄管協会会長に就任。
「神の前にはみな平等」を信条とし争議のない会社を実現。また愛国心から「国のためになる事業をなす会社」を標榜し事業を拡大。社長・会長在任中に同社は資本金が100倍にもなり「中興の祖」と言われた。
1953年、和崎嘉之、松原与三松とともにニューヨークに就き、国連本部の首脳部に日本の国際連合（以下、国連）加盟を訴え、各国大使に協力を懇請した。小田原らの尽力により1956年12月18日、国連総会で日本の国連加盟は実現した。
1960年、住友化学工業社長・土井正治との「大阪財界南北戦争」と呼ばれた激しい争いで第17代大阪商工会議所会頭に就任。任期中、万国博大阪誘致委員会会長として兵庫、滋賀の背後にいて、大阪単独開催に反対していた時の建設大臣・河野一郎を説き伏せ、大阪・千里丘陵で決着させるなど、商工会議所前会頭・杉道助らと日本万国博覧会（大阪万博）の大阪誘致に尽力した。また社団法人伊丹空港協会を設立し、困難な拡張用地の買収や移転補償の交渉にも尽力し大阪国際空港発展の礎を築くなど関西経済の振興に大きな功績を残した。
1963年にはそれまで文楽の興行を担っていた松竹の経営撤退を受け文楽協会を設立。初代理事長を務めた。その他、政府派遣経済使節団・東南アジア経済使節団団長、大阪日本貿易会理事、日本国際連合協会関西本部本部長、関西国際空港ビルディング社長など多くの要職に就いた。金光教の熱心な信者としても知られた。
1955年紺綬褒章、1959年、藍綬褒章。1965年勲二等旭日重光章、1970年勲一等瑞宝章。1971年死去に際し正三位に叙せられた。